# مارکوس آنتونیوس (فیلم)
«مارکوس آنتونیوس» (انگلیسی: Mark Antony (film)) یک فیلم است که در سال ۲۰۰۰ منتشر شد.